# Znana notata
Znana notata är en insektsart som först beskrevs av Melichar 1903.  Znana notata ingår i släktet Znana och familjen dvärgstritar.
Artens utbredningsområde är Sri Lanka. Inga underarter finns listade i Catalogue of Life.